# 2301 Whitford
2301 Whitford è un asteroide della fascia principale. Scoperto nel 1965, presenta un'orbita caratterizzata da un semiasse maggiore pari a 3,1678079 au e da un'eccentricità di 0,2173458, inclinata di 11,64972° rispetto all'eclittica.
L'asteroide è dedicato all'astronomo statunitense Albert Edward Whitford.